# Ischiopsopha clarki
Ischiopsopha clarki är en skalbaggsart som beskrevs av Allard 1995. Ischiopsopha clarki ingår i släktet Ischiopsopha och familjen Cetoniidae. Inga underarter finns listade i Catalogue of Life.